# Château d'Ordon
Le château d'Ordon est un château situé à Saint-Loup-d'Ordon, en France.

## Localisation
Le château est situé dans le département français de l'Yonne, sur la commune de Saint-Loup-d'Ordon.

## Historique
L'édifice est inscrit au titre des monuments historiques en 1974.